# راي كونور
راي كونور (بالإنجليزية: Ray Connor)‏ هو سياسي أسترالي، ولد في 4 ديسمبر 1954 في سيدني في أستراليا. حزبياً، نشط في Queensland Liberal Party ‏. وقد انتخب عضو المجلس التشريعي ولاية كوينزلاند.